# Aphrosylus aquellinus
Aphrosylus aquellinus är en tvåvingeart som beskrevs av Vaillant 1955. Aphrosylus aquellinus ingår i släktet Aphrosylus och familjen styltflugor. Inga underarter finns listade i Catalogue of Life.